# Can Cuyàs (Mataró)
Can Cuyàs és una obra de Mataró (Maresme) protegida com a Bé Cultural d'Interès Local.

## Descripció
Agrupació i decoració, als anys setanta del segle xix, de dues cases entre mitgeres de del segle xviii de planta baixa i dues plates pis. La façana presenta quatre obertures a cada planta. Les de planta baixa tenen arcs de mig punt, les del primer pis trencaaigües i un balcó corregut i quatre balcons al segon pis. L'edifici acaba amb un senzill acroteri.
A l'interior del primer pis, donant a façana se situa una sala ornamentada, pintada per uns artistes italians molt actius al Mataró vuitcentista.

## Història
Antoni Cuyàs i Sampere (1802-1890), pilot de la marina mercant, ex-corsari i comerciant a l'Argentina, habità la casa i en feu decorar la sala noble.